# 얄개들
얄개들은 대한민국의 인디 록 밴드이다. 2009년 결성, 2013년 해체된 밴드이며, 2011년에는 첫 정규 음반 그래, 아무것도 하지 말자를 발매했다. 얄개들은 4년간의 활동에도 불구하고 그 당시 홍대 인디 씬을 대표하는 밴드로 알려져 있으며, 해체 이후에는 각각 파라솔, 푸르내, 밤신사의 구성원으로 활동 중이다.

## 음반 목록

### 정규 음반
- 그래, 아무것도 하지 말자 (2011)

### EP
- 이사 / 화창한 날에 (2012)